# Felix Martin Furtwängler
Felix Martin Furtwängler (* 12. August 1954 in Karlsruhe) ist ein deutscher Maler, Grafiker und Buchkünstler.

## Leben
Nach dem Beginn eines Studiums der Werbegrafik an der Kunstschule Alsterdamm in Hamburg 1972 wechselte Furtwängler nach Berlin an die Hochschule der Künste, wo er 1973/74 die Schule für Werkkunst und Mode, 1975/76 den Studiengang Produktdesign besuchte und 1977 bis 1982 freie Malerei und Graphik studierte. 1982 war er Meisterschüler bei Gerhart Bergmann. 1987 erhielt er das Karl-Hofer-Stipendium, brach es jedoch ab.
Er lebt in Dietratried/Allgäu und in Berlin.

## Werk
Seit 1975 entstanden Druckgrafiken in den Werkstätten der Berliner Hochschule. In diesem Jahr publizierte er gemeinsam mit dem Schriftsetzer Siegfried Schäfer auch seinen ersten Handpressendruck. Seither entstand eine Vielzahl von Künstlerbüchern und Buchobjekten. Furtwängler arbeitet mit eigenen Texten und nimmt literarische Texte als Ausgangsprodukt seiner Künstlerbücher, bei denen es mehr um eine Symbiose von Text und Bild als um das klassische illustrierte Buch geht.
Daneben ist er als freier Grafiker in allen Techniken (Holz- und Linolschnitt, Siebdruck und vor allem jede Varianten der Radierung) tätig, der bevorzugt in Zyklen arbeitet und als Maler. Sein größtes Gemälde ist das Deckenbild in der Martin-Luther-Kirche Edemissen.

## Werke in öffentlichen Sammlungen (Auswahl)
- Galerie Albstadt
- Houghton Library, Harvard University, Cambridge/Massachusetts
- Kunstsammlung Jena
- Staatliche Kunsthalle Karlsruhe
- County Museum of Art, Departement of Prints and Drawings, Los Angeles
- Bayerische Staatsbibliothek, München
- Staatliche Graphische Sammlung München
- Sterling Memorial Library und Art gallery, Department of Prints, Drawings and Photography, Yale University, New Haven/Connecticut
- Museum of Modern Art, New York
- Herzog August Bibliothek, Wolfenbüttel
- Universitätsbibliothek Johann Christian Senckenberg, Frankfurt am Main